# Dark Age
Dark Age ist eine deutsche Metal-Band aus Hamburg.

## Geschichte
Im Jahr 1994 gründeten Eike Freese, André Schumann und Oliver Fliegel eine Death-Metal-Band mit dem Namen „Dyer’s Eve“. 1995 änderten sie den Namen in „Dark Age“, einen Songtitel der Band Vader. Im Herbst 1995 nahm die Band die erste Demo Doubtful Existence auf, die sie jedoch nicht veröffentlichten. Mit dem im Dezember 1995 zur Band gekommenen Keyboarder Martin Reichert nahm Dark Age die Demo im Januar 1996 ein weiteres Mal auf. Obwohl die Band mit der Produktion immer noch nicht zufrieden war, veröffentlichte sie die Demo mit einer Auflage von 100 Stück. Kurz nach den Aufnahmen stieß der zweite Gitarrist F. Dierks zur Band. Die Band spielte drei Konzerte mit der Hamburger Band A.O.P. und trennte sich danach von Oliver Fliegel wegen musikalischer Differenzen.
Im Jahr 1996 nahm die Band ihr erstes Demo zum dritten Mal sowie zwei weitere Stücke im Under Pressure Studio auf. Als Ersatz für Oliver Fliegel spielte F. Dierks Bass. Auf einem der neuen Stücke spielte die neue Geigerin Sonja. Hendrik Brückner spielte kurz mit Dark Age zusammen, wurde aber bald von Torsten Eggert ersetzt, der seine Arbeit für die Band kündigte. Im Juni 1997 spielte Dark Age ihr erstes Konzert vor größerem Publikum auf einem Festival mit Totenmond, Dimple Minds und weiteren Bands. F. Dierks zog im Sommer 1997 in die USA und wurde von Jörn Schubert von A.O.P. ersetzt. Die Band spielte einige Konzerte mit Northern Rage und der Nachfolge-Band Stormwarrior. Im Januar 1998 kam F. Dierks zurück und spielte wieder Gitarre, unter anderem bei einem Konzert mit The Crown und Sacrilege in Hamburg. Bereits im Februar verließ er die Band wegen musikalischer Differenzen und Jörn Schubert kam zurück.
Im Sommer 1998 nahm Dark Age das erste Album The Fall im Absurd Studio der Band Temple of the Absurd auf. Bis zum Sommer 1999 spielte Dark Age viele Konzerte, unter anderem als Vorband von Die Apokalyptischen Reiter. Das Label Remedy Records unterschrieb schließlich einen Vertrag mit Dark Age und veröffentlichte The Fall. Die Band spielte weitere Konzerte, unter anderem als Vorband von Eisregen und Primordial. Ein Auftritt auf dem Wave-Gotik-Treffen 2000 musste ausfallen, da das Festival abgebrochen wurde. Kurz darauf nahm die Band das zweite Album Insurrection auf und spielte auf dem Wacken Open Air.
2002 wurde das nächste Album The Silent Republic im Stage One Studio mit Andy Classen aufgenommen. 2003 wurden die Demos im neu gegründeten eigenen Studio neu aufgenommen und auf der CD Remonstrations veröffentlicht. Die Band spielte ein weiteres Mal auf dem Wacken Open Air vor rund 5000 Zuschauern. The Silent Republic wurde in einigen europäischen Ländern und Japan veröffentlicht. 2004 erschien das neueste Album Dark Age.
Am 3. September 2005 wurde die Live-DVD Live, so Far… in der Markthalle in Hamburg aufgenommen, welche 2006 veröffentlicht worden ist. 2006 verließ Torsten Eggert die Band und wurde von Alex Henke ersetzt. Im Jahre 2008 erschien das Album Minus Exitus, welches vom Metal Hammer zum Album des Monats gekürt worden ist.
Am 13. November 2009 erschien das sechste Studioalbum Acedia über das Hamburger Label AFM Records, bei dem gerade ein Plattenvertrag unterzeichnet wurde. Das Album wurde von Bandmitglied Eike Freese produziert und gemixt. Das Cover-Artwork stammt aus der Feder von Niklas Sundin.

## Stil
Eike Freese erklärte 2000 seinen „schreienden“ Gesangsstil mit seinem Interesse am Weltgeschehen: Ihn treibe das, was sich da abspiele, förmlich zum Dauer-Schreien auf der Bühne. Sein bitteres Menschenbild: „Ich sehe den Menschen allgemein als eine Fehlproduktion an, weil die Natur in ihrer Evolution bisher noch nichts hervorgebracht hat, das sich selbst zerstören kann.“

## Diskografie
- 1996: Doubtful Existence (Demo)
- 1996: Promotion Tape Winter '96/'97 (Demo)
- 1998: The Fall (Demo)
- 1999: The Fall
- 2000: Insurrection
- 2002: The Silent Republic
- 2003: Remonstrations
- 2004: Dark Age
- 2006: Live, so Far… (DVD)
- 2008: Minus Exitus
- 2009: Acedia
- 2013: A Matter of Trust